# Miloš Antonić
Miloš Antonić (Šabac, 17 giugno 1987) è un pallavolista serbo.
Gioca nel ruolo di palleggiatore nella Clubul Sportiv Dinamo București.

## Carriera
La carriera professionistica di Miloš Antonić inizia nella stagione 2004-05, quando debutta nella 1. DOL slovena con la Moški Odbojkarski Klub Krka Novo Mesto, club col quale gioca per due annate, raggiungendo una finale di Coppa di Slovenia. Nella stagione 2006-07 viene ingaggiato dall'Odbojkaški klub Budvanska rivijera Budva nella Prva liga montenegrina, raggiungendo due finali scudetto ed altrettante di Coppa di Montenegro.
Torna in Slovenia per due annate, vestendo nuovamente la maglia della Moški Odbojkarski Klub Krka Novo Mesto e quella dell'Odbojkarški Klub Triglav Kranj, per poi giocare i due campionati successivi in Egitto e Libano, prima di approdare nella stagione 2012-13 alla Nea Salamis Famagusta Volleyball Club: col club della Serie A cipriota vince il primo scudetto della sua carriera; nella stagione seguente gioca nella 2. Bundesliga tedesca con la maglia dello Sportverein Schwaig.
Nel campionato 2014-15 è impegnato nella Divizia A1 rumena, vestendo la maglia della Clubul Sportiv Dinamo București.

## Palmarès

### Club
- Campionato cipriota: 1

2012-13